# Cuticularia oxycerca
Cuticularia oxycerca är en rundmaskart. Cuticularia oxycerca ingår i släktet Cuticularia, och familjen Rhabditidae. Arten är reproducerande i Sverige.